# Erreur (baseball)
Pour les articles homonymes, voir Erreur.

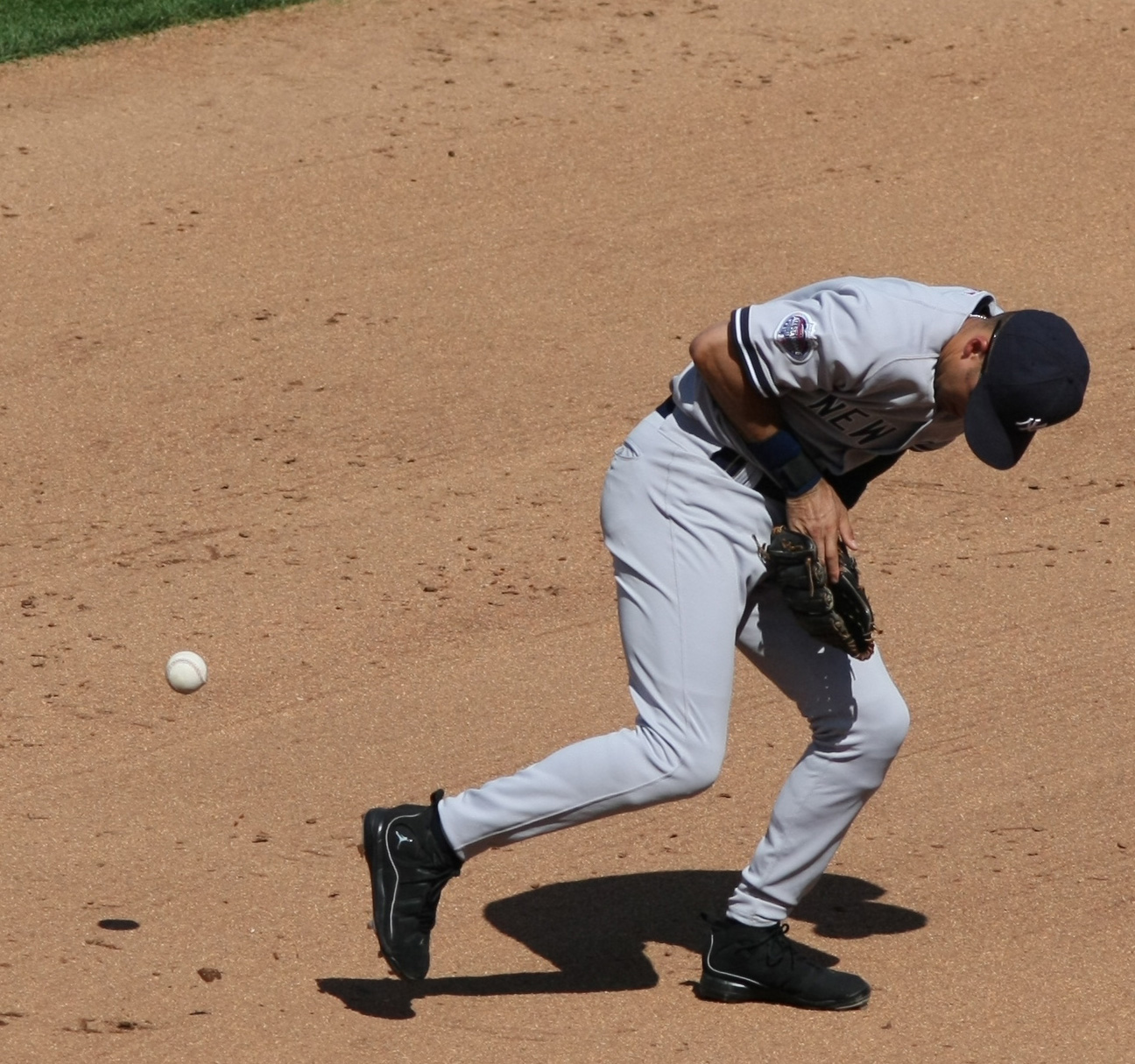
Erreur baseball

Une erreur est une statistique au baseball. Une erreur permet au joueur d'atteindre les buts sans frapper un coup sûr. Le frappeur reçoit officiellement un retrait donc sa moyenne au bâton descend. Cependant un frappeur peut frapper un coup sûr, mais si une erreur permet à un coureur d'atteindre un but qu'il n'aurait pas atteint sans l'erreur, le jeu est officiellement déclaré une erreur par les arbitres. Par exemple, si le frappeur frappe un simple suivi d'une erreur qui lui permet d'atteindre le deuxième but, le frappeur reçoit un simple et le défenseur reçoit une erreur.

## Records
Le record de la Ligue majeure de baseball est détenu par Herman Long avec 1 096 erreurs entre 1889 et 1904. Trois autres joueurs ont fait plus de 1 000 erreurs — Bill Dahlen, Deacon White et Germany Smith. Tous ces joueurs ont joué une saison avant 1900, le record du XXe siècle est détenu par Rabbit Maranville (en) (711 erreurs).